# León Felipe
Felipe Camino Galicia de la Rosa, conhecido como León Felipe (Tábara, 11 de abril de 1884 – Cidade do México, 18 de setembro de 1968) foi um poeta e dramaturgo espanhol. 

## Biografia

### Juventude
Felipe Camino Galicia de la Rosa nasceu em uma família rica, cujo pai, Higinio Camino de la Rosa, era notário, em Tábara, Castela e Leão. Depois de se formar em farmácia, começou por gerir várias farmácias em aldeias de Espanha, antes de mudar completamente de rumo e viajar pelo país como ator numa companhia de teatro.
Culpado de peculato, ele foi preso por três anos. Ele se casa com a peruana Irene Lambarri, e mora com ela em Barcelona, mas o casamento é interrompido.
O seu modo de vida instável causou-lhe grandes problemas económicos até 1919, ano em que começou a dedicar-se à poesia, em Madri.

### Exílio no México
Após três anos passados na Guiné Equatorial, então colônia espanhola, onde trabalhou como administrador hospitalar, viajou ao México em 1922 com uma carta de recomendação de Alfonso Reyes que lhe abriria as portas do mundo intelectual mexicano. Trabalhou como bibliotecário em Veracruz, depois como professor de literatura espanhola na Universidade Cornell, em Ithaca (Estados Unidos). Casou-se pela segunda vez com Berta Gamboa, também professora.
Ele voltou para a Espanha pouco antes da Guerra Civil Espanhola. Viveu como ativista republicano até 1938, quando se exilou definitivamente no México. Lá ele se tornou adido cultural da Embaixada da Segunda República Espanhola, a única então reconhecida pelo governo mexicano. Ele morreu no México em 18 de setembro de 1968.

## Obras
Seu trabalho é frequentemente associado ao de Walt Whitman, que ele traduziu. Compartilha com ele o tom enérgico, de proclamação e arenga quase religiosa, assim como o canto à liberdade.
Depois de celebrados os 120 anos do seu nascimento em 2004, ainda há defensores do reconhecimento de León Felipe como poeta maior, de modo a fazê-lo sair da sua condição de exílio e da sua falta de pertença a qualquer corrente literária.
Seu poema Como tú foi musicado e interpretado por Paco Ibáñez, que o tornou uma peça importante em seu repertório.
A canção Vencidos de Joan Manuel Serrat, presente no famoso álbum Mediterráneo, é retirada de um poema de León Felipe.
As traduções de León Felipe são numerosas, especialmente no campo do teatro renascentista inglês. A data de vários deles permanece desconhecida, mas há notavelmente a falta de No quemen a la dama , baseado no original em inglês The lady is not for burning. Atualmente, a maior parte de seu trabalho como tradutor e adaptador se perdeu.

### Poesia
- Versos y oraciones de caminante (1920 e 1929).
- Drop a Star (1933).
- La insignia (1936).

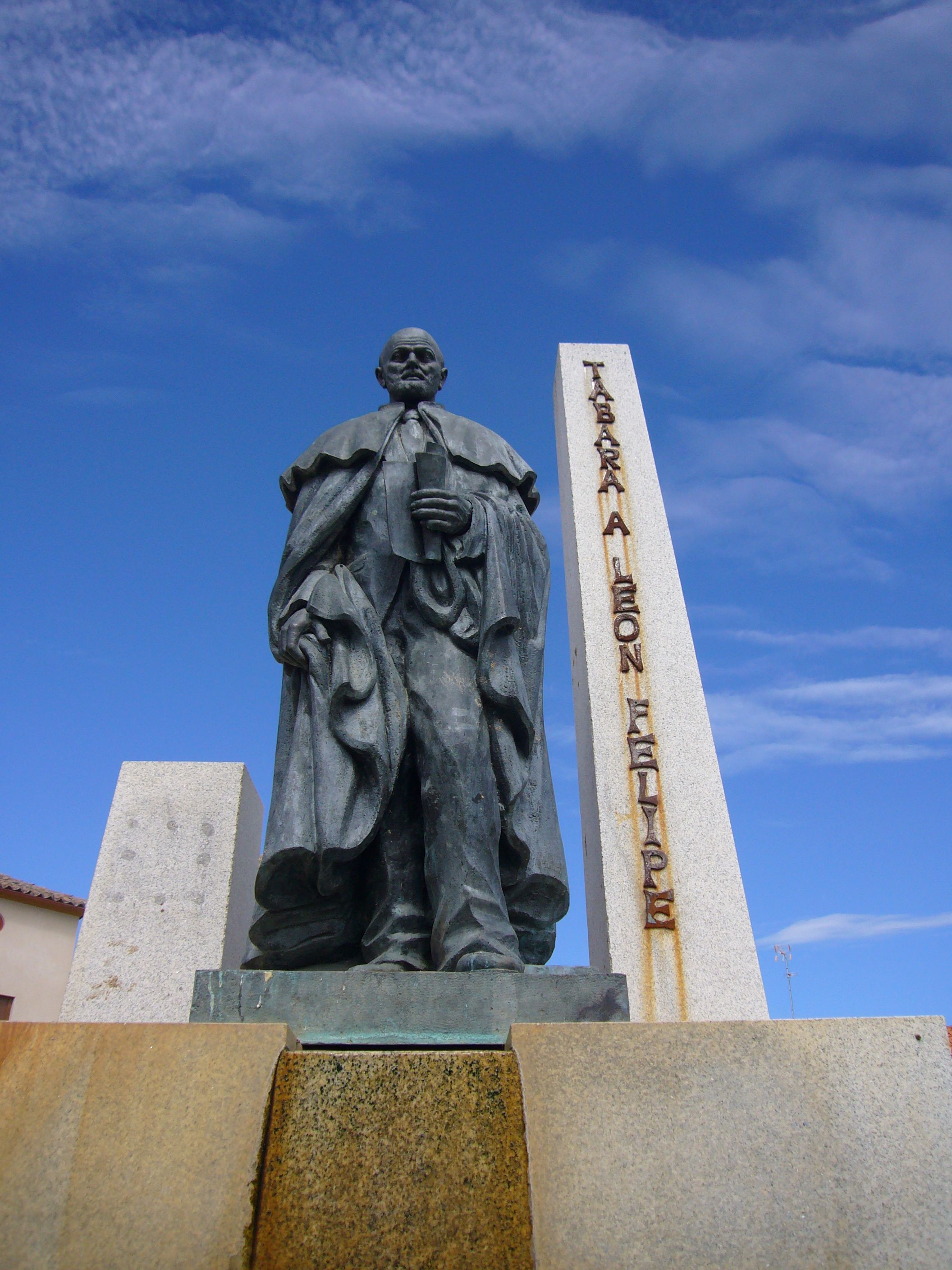
Monumento a León Felipe em Tábara, sua cidade natal.

- Monumento a León Felipe em Tábara, sua cidade natal.El payaso de las bofetadas y el Pescador de caña : poema trágico español (1938).
- Español del éxodo y del llanto (1939).
- El gran responsable (1940).
- Traduction de Canto a mí mismo, de Walt Whitman (1941).
- El poeta prometeico (1942).
- Ganarás la luz (1943).
- Parábola y poesía (1944).
- Llamadme publicano (1950). Título imposto pela editora (Almendros y Cía. Editores, Mexique); Felipe queria chamá-lo de Versos y Blasfemias del caminante
- El ciervo (1954).
- ¿Qué se hizo del rey don Juan? (1962).
- Rocinante (1967).
- Israel Discurso lírico proferido em 31 de julho de 1967 e publicado em 1970 no México.
- ¡Oh, este viejo y roto violín! (1968).
- Como tú... (1962).

### Teatro
Peças originais:
- La Manzana (1951).
- El Juglarón (1961).

Adaptações de obras de Shakespeare:
- Macbeth o el asesino del sueño (1954).
- Otelo o El pañuelo encantado
- No es cordero... que es cordera (baseado em Noite de Reis)